# Massacre de Sharpeville

Tombes des 69 victimes.

Le massacre de Sharpeville est un épisode de répression policière dans l'Afrique du Sud durant l'apartheid. Il a eu lieu le 21 mars 1960 à Sharpeville, un township (nom donné à une banlieue noire) de Vereeniging, dans le Transvaal, et s'est soldé par la mort de 69 manifestants noirs. Des recherches plus récentes, menées dans les années 2020, ont actualisé le nombre de victimes à 91 personnes tuées ou mortes des suites de leurs blessures et à au moins 238 personnes blessées.

## Historique
Le 18 mars 1960, Robert Sobukwe, président du Congrès panafricain d'Azanie (PAC), appelle à des manifestations non violentes dans tout le pays le 21 mars pour contester les « pass » (passeport intérieur), demander leur abrogation et l’augmentation de la rémunération de base de la journée de travail. Les manifestants sont appelés à se réunir devant les postes de police et à se porter volontaires à l’arrestation pour « non-port du pass ». Le but est que tous les postes de police soient rapidement débordés et incapables de procéder aux arrestations et aux emprisonnements. Il s'agit aussi pour le PAC de s'imposer face à son rival, le Congrès national africain (ANC).
Le 21 mars, les militants du PAC agirent dans tout le pays (Soweto, où Sobukwe est arrêté et emprisonné, Langa et Marcha au Cap, la région du Vaal notamment Boipatong et Bophelong). Près de Vereeniging, dans le township de Sharpeville, les militants du PAC immobilisèrent les transports en commun, bloquant les banlieusards dans leur township. Ces derniers furent alors nombreux à venir manifester pacifiquement leur colère devant le commissariat pour y brûler leurs documents d'identités controversés.
Sharpeville était un township calme qui avait échappé à l’influence de l’ANC et n’avait jamais participé à aucun des grands mouvements anti-apartheid des années 1950. Pour cette raison, un poste de police avait été construit en son centre, comptant une petite trentaine d’agents permanents. Le 21 mars, des centaines de gens se regroupèrent autour de ce poste de police. Se sentant vite dépassés, débordés et barricadés dans leur petit immeuble, les quelques policiers du poste reçurent des renforts des brigades de Vanderbijlpark et de Johannesburg. Le commandement du poste de police avait pour seule consigne de disperser la foule des manifestants, mais celle-ci comptait maintenant entre 3 000 à 5 000 personnes. Trois chars furent dépêchés du township, tandis que des avions effectuaient des survols pour tenter d'impressionner et de disperser pacifiquement la foule. Celle-ci, formant par endroits une masse compacte, était composée pour l’essentiel de femmes, d'enfants, de personnes âgées, d'ouvriers et d'employés. Leurs rires et leur bonne humeur furent pris par la police pour de l’agressivité à son égard et de la provocation. Une ligne de policiers fut placée face à l’entrée du poste, les armes chargées et la foule mise en joue.
Une interpellation à l’entrée du poste tourna mal. L'officier en fonction trébucha, provoquant un mouvement de curiosité de la foule vers l'avant, vers les policiers. Ce mouvement fut mal interprété : un coup de feu partit, suivi de rafales de tirs pendant une minute ou plus. La foule, stupéfaite, eut un mouvement de panique, tourna le dos et tenta d'échapper aux balles.
Le bilan officiel fût de 69 morts et, parmi les 178 blessés, un nombre très impressionnant de blessures par balles dans le dos, à la tête ou à la poitrine. Un nouveau décompte recense 91 morts et au moins 238 blessés d'après les archives de la police sud-africaine.

## Conséquences

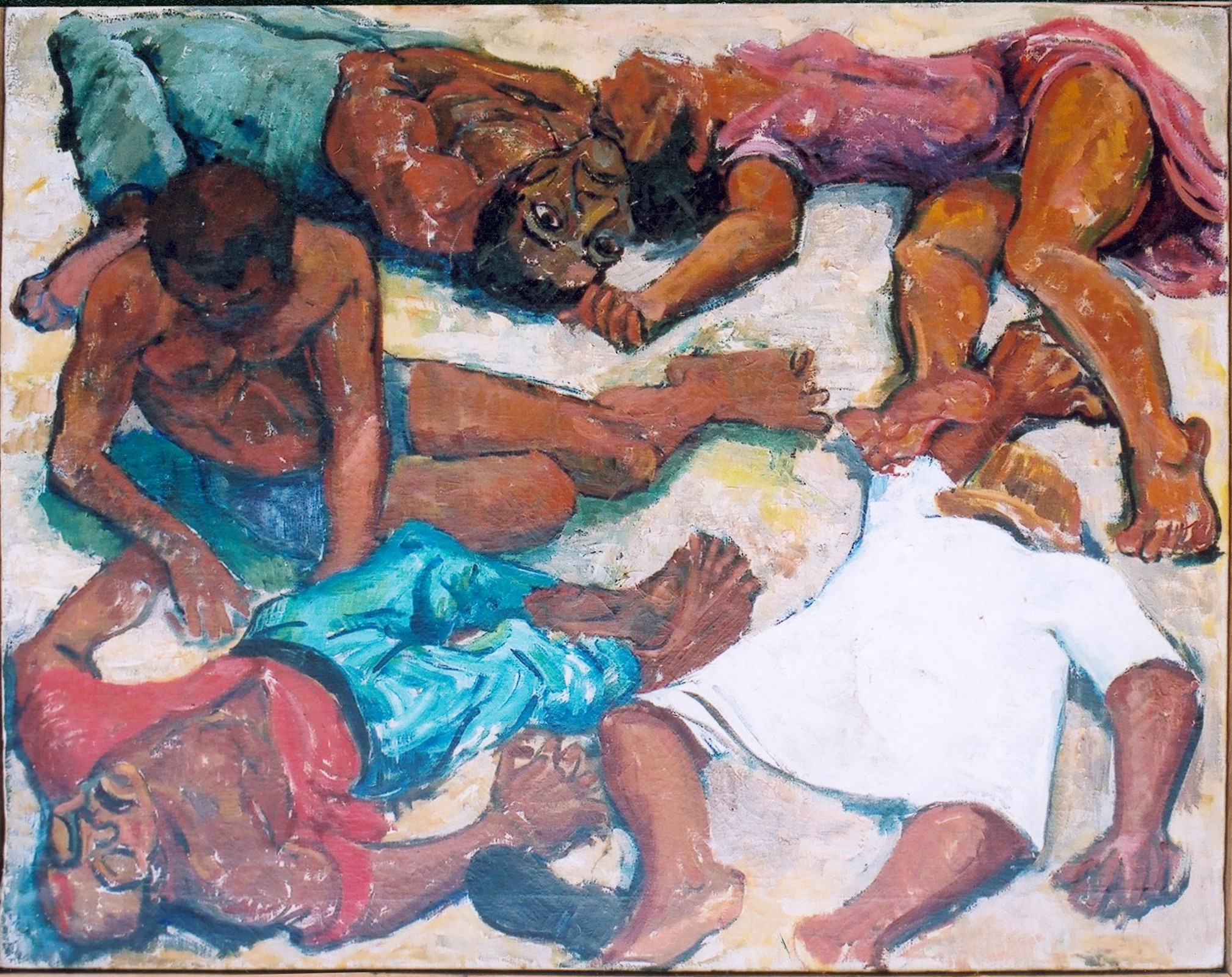
Illustration d'artiste sur le massacre de Sharpeville en 1960.

Lorsque la nouvelle parvint au Cap, les bulletins d’informations à la radio et les journaux du soir mirent l’événement à leur une. La foule de Langa, en colère, détruisit des bâtiments publics. L'événement déclenche une grève générale le 28 mars 1960 malgré les interdictions et mises en garde du gouvernement d'Hendrik Verwoerd qui déclenche le processus pour interdire l'ANC et le PAC et décréter l'état d'urgence.
La répression est brutale, conduisant de nombreux militants noirs en prison ou en exil. Si, pour les partisans du gouvernement, ces évènements sont « l’expression de la menace réelle que la population noire fait peser sur l’Afrique du Sud », particulièrement sur la nation Afrikaner, pour le PAC, ils sont « l’expression des prémices de la révolution populaire en lutte contre la barbarie du régime ». Cependant, le gouvernement Verwoerd devait prendre l’avantage de la crise pour procéder à l'établissement de la République (31 mai 1961) et sortir du Commonwealth.
En 1984, Sharpeville fait de nouveau la Une à la suite du lynchage d'un conseiller municipal noir. Cet évènement déclenche une vague de contestations et de manifestations dans tout le pays qui débouche en 1985 sur le durcissement des sanctions internationales imposées par l'ONU contre l'Afrique du Sud.
Six personnes accusées en raison de leur seule présence d'être responsables du lynchage sont condamnées à mort puis graciées par le président Pieter Botha à la suite d'une vaste campagne internationale « Save the Sharpeville Six Protest » (Sauvez les six de Sharpeville). Après la fin de l'Apartheid, elles sont peu à peu relâchées sans avoir été innocentées.

## Hommages
En souvenir du massacre de Sharpeville, l'ONU a fait du 21 mars la journée internationale pour l'élimination de la discrimination raciale.